# 朱時卍時
朱時 卍時（あかとき ばんじ、1988年4月6日 - ）は、日本の小説家。本名、非公開。

『オトコノコ時代』(マイウェイ出版)にて女装ＳＦ小説『マヨイゴ』連載中。ほか漫画原案、ドラマ原案脚本等、幅広く手がける。

## 経歴
1988年4月6日（昭和63年4月6日）、神奈川県厚木市で男としてこの世に生を受ける。

大学在学中の2011年『オトコノコ時代』(マイウェイ出版)へ女装ＳＦ小説『マヨイゴ』にて商業誌デビューを果たす。

## 作品一覧

### 小説
「マヨイゴ」、『オトコノコ時代』2011年～2014年、vol1～10、マイウェイ出版
「溺れる蛹」、『乙女のカルテ通信』2013年、三和出版
「植物園」、『ボク〈が〉大島薫。』2014年10月18日、マイウェイ出版  
「ツリサキ葬儀店の日常」
＆
「ツリサキ葬儀店の非日常」
、『裏オトコノコ時代』vol1、2、2015年、マイウェイ出版

### 原案脚本
「先輩」絵 露武尊、『オトコノコ時代』2011年、vol2   2012年、vol 4、マイウェイ出版

「クビキリ」絵 羅将神TOC☆、『オトコノコ時代』2012年、vol3、マイウェイ出版

「青い月」絵 四谷きりん、『オトコノコ時代』2013年、vol7、マイウェイ出版   原案脚本

「一人芝居」、『オトコノコ時代』2011年、vol１、マイウェイ出版

『ボクは放課後の体育倉庫で女装奴隷になる』2013年、パブセンスフィルム  
（から引用）